# Laemophloeus difficilis
Laemophloeus difficilis is een keversoort uit de familie dwergschorskevers (Laemophloeidae). De wetenschappelijke naam van de soort werd in 1888 gepubliceerd door Thomas Blackburn.